# 1962-es magyar öttusabajnokság
Az 1962-es magyar öttusabajnokságot szeptember 8. és 12. között rendezték meg. A viadalt Balczó András nyerte meg, akinek ez volt a második egyéni bajnoki címe. A csapatversenyt a Bp. Honvéd nyerte.

## Eredmények

### Férfiak

#### Egyéni
| Hely | Név           | Klub       | Eredmény |
| ---- | ------------- | ---------- | -------- |
| 1.   | Balczó András | Csepel SC  | 5031,5   |
| 2.   | Nagy Imre     | MAFC       | 4841,5   |
| 3.   | Török Ferenc  | Bp. Honvéd | 4705,0   |
| 4.   | Móna István   | Bp. Honvéd | 4605,0   |
| 5.   | Móczár István | Bp. Honvéd | 4517,0   |
| 6.   | Török Ottó    | Bp. Honvéd | 4405,0   |
| 7.   | Sárfalvi Béla | Csepel SC  | 4393,5   |
| 8.   | Papp Ferenc   | MAFC       | 4326,0   |
| 9.   | Takács Péter  | Bp. Honvéd | 4324,0   |
| 10.  | Földi László  | Csepel SC  | 4285,5   |

#### Csapat
| Hely | Név                                      | Klub           | Eredmény |
| ---- | ---------------------------------------- | -------------- | -------- |
| 1.   | Török Ferenc, Móna István, Török Ottó    | Bp Honvéd I.   | 13 255,0 |
| 2.   | Balczó András, Földi László, Fáklya Béla | Csepel SC      | 13 026,5 |
| 3.   | Móczár István, Szaniszló József, Gruber  | Bp. Honvéd II. | 12 658,5 |